# Heliconius seraphini
Heliconius seraphini is een vlinder uit de familie Nymphalidae. De wetenschappelijke naam van de soort is voor het eerst geldig gepubliceerd in 1932 door George Talbot.